# Cítoliby
Cítoliby (Duits: Zittolib) is een Tsjechische vlek (městys) in de regio Ústí nad Labem, en maakt deel uit van het district Louny. Cítoliby telt 1063 inwoners (2023).

## Geschiedenis
- 1325 – De eerste schriftelijke vermelding van Cítoliby.
- 2006 – De gemeente Cítoliby krijgt (opnieuw) de status vlek.[1]

## Geboren in Cítoliby
- Jan Jáchym Kopřiva, componist
- Karel Blažej Kopřiva, componist
- Václav Jan Kopřiva, componist
- Jakub Lokaj, componist